# Désastre du K2 (1995)

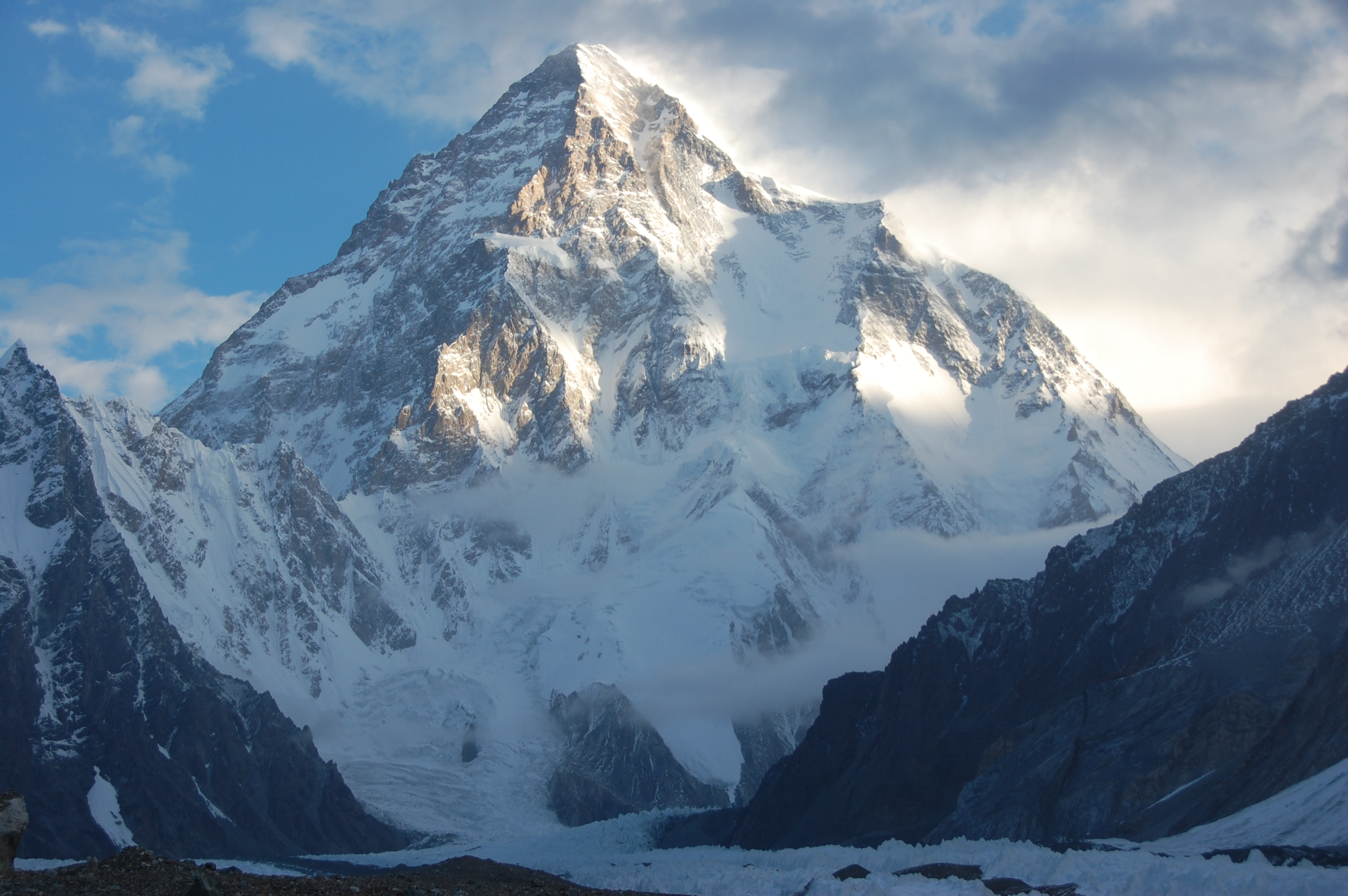
Vue du K2

Le désastre du K2 de 1995 est une série d’évènements tragiques ayant eu lieu cette année-là sur le K2 (8 611 m), le deuxième plus haut sommet du monde et le point culminant du Pakistan situé dans l'Himalaya. Le 13 août 1995, six alpinistes meurent en raison du mauvais temps et des vents très violents. Scott Fischer, de Mountain Madness, escaladait le Broad Peak au même moment, et suggérera qu'un facteur déterminant avait été la combinaison d'un froid glacial et de vents à plus de 160 km/h.

## Déroulement
Une expédition américaine avait obtenu l'autorisation de réaliser l'ascension du K2, dont l'ascension est considéré comme étant plus difficile et plus dangereuse que celle de l'Everest. Le 13 août 1995, les membres de l'équipe américaine et la Britannique Alison Hargreaves avaient joint leurs forces avec des équipes néo-zélandaises et canadiennes au camp IV, vers 7 600 m d'altitude, à moins de 12 heures de marche du sommet. Plus tard dans la journée du 13, après avoir rejoint une équipe d'alpinistes espagnols au-dessus du camp IV, le Néo-zélandais Peter Hillary, le fils d'Edmund Hillary le vainqueur de l'Everest, décide de faire demi-tour, notant que les conditions météorologiques — qui avaient été bonnes les quatre derniers jours — semblaient se dégrader. À 18 h 45, alors que les conditions sont toujours bonnes, Alison Hargreaves et l'Espagnol Javier Olivar atteignent le sommet, suivis par l'Américain Rob Slater, les Espagnols Javier Escartín et Lorenzo Ortíz, ainsi que le Néo-zélandais Bruce Grant. Ces six grimpeurs mourront dans la violente tempête qui se déclenchera pendant leur descente. Le Canadien Jeff Lakes, qui avait fait demi-tour un peu plus tôt, sans atteindre le sommet, parviendra à rejoindre les camps inférieurs, mais il mourra le 15 août des effets de l'exposition au froid et au vent,.
Le lendemain, deux alpinistes espagnols, Pepe Garces et Lorenzo Ortas (à ne pas confondre avec Lorenzo Ortíz, décédé dans la tempête), qui avaient trouvé refuge au camp IV pendant la tempête, redescendaient au camp III en souffrant de gelures et d'épuisement. Peu avant d'atteindre le camp III, ils trouvent un anorak maculé de sang, une chaussure d'escalade et un harnais. Ils reconnaissent l'équipement appartenant à Hargreaves. Depuis le camp III, ils pouvaient également apercevoir un corps au loin. Ils ne s'approcheront pas du corps, celui-ci ne sera donc pas formellement identifié, mais pour eux le fait qu'il s'agissait d'Hargreaves ne faisait que peu de doute. Ils en concluent qu'elle avait été soufflée de la montagne pendant la tempête,.

## Alpinistes
Les victimes de la tempête du 13 août 1995 sont :
- Alison Hargreaves  Royaume-Uni[4]
- Javier Olivar  Espagne
- Rob Slater  États-Unis
- Javier Escartín  Espagne
- Lorenzo Ortíz  Espagne
- Bruce Grant  Nouvelle-Zélande
- Jeff Lakes  Canada, il atteint les camps inférieurs mais meurt deux jours plus tard, le 15 août[1]
- Lorenzo Ortas et Pepe Garces survivent mais devront être héliportés, après avoir survécu six jours sans tente[5].

Une autre victime sera à déplorer lors de la saison d'escalade 1995 sur le K2, Jordi Anglès qui était décédé dans une chute au mois de juillet.